# Asiana Airlines
Asiana Airlines (anteriormente Seoul Airlines) es una aerolínea con base en Seúl, Corea del Sur y es una de las dos mayores aerolíneas de Corea del Sur, junto con Korean Air.
Asiana es miembro de la Star Alliance y efectúa vuelos a 12 destinos nacionales y 82 destinos internacionales en 21 países del mundo.
La base y aeropuerto principal de vuelos internacionales de Asiana están localizados en el Aeropuerto Internacional de Incheon (cerca de Seúl) y el aeropuerto principal de vuelos de cabotaje en el Aeropuerto Internacional de Gimpo.
Asiana es una de las ocho aerolíneas con calificación 5 estrellas elaborada por Skytrax, junto con All Nippon Airways, Singapore Airlines, Malaysia Airlines, Qatar Airways, Cathay Pacific, Lufthansa y Hainan Airlines.
En noviembre de 2020 debido al impacto en la aviación de la pandemia de COVID-19 Korean Air inició su proceso de compra.

## Historia
Asiana se fundó el 17 de febrero de 1988 y comenzó a operar en diciembre de 1988 con vuelos a Busán, siendo propiedad de Kumho Asiana Group (anteriormente Kumho Group) y como parte de la política del gobierno de Corea del Sur de crear una segunda aerolínea de bandera y siendo inicialmente conocida como Seoul Air International. El gobierno de Corea del Sur dio su aprobación para que las empresas extranjeras puedan aumentar su participación del 20% al 50%. La aerolínea está participada por inversores privados (30'53%), Kumho Industrial (29'51%), Kumho Petrochemical (15'05%), inversores extranjeros (11'9%), Korea Development Bank (7'18%), otros (5'83%) y tiene 7.799 empleados (en marzo de 2007).

### Nueva imagen
En febrero de 2006, Asiana Airlines modernizó su identidad corporativa para armonizarlas con el resto de divisiones de Kumho Asiana Group. El nombre de las clases de vuelo cambió de Primera clase, clase Business y clase turista a Primera, Business, y Travel respectivamente, y los colores de las clases de vuelo pasaron a ser amarillo, azul y rojo para Primera, Business, y Travel, respectivamente. También se diseñaron nuevos uniformes para la tripulación.

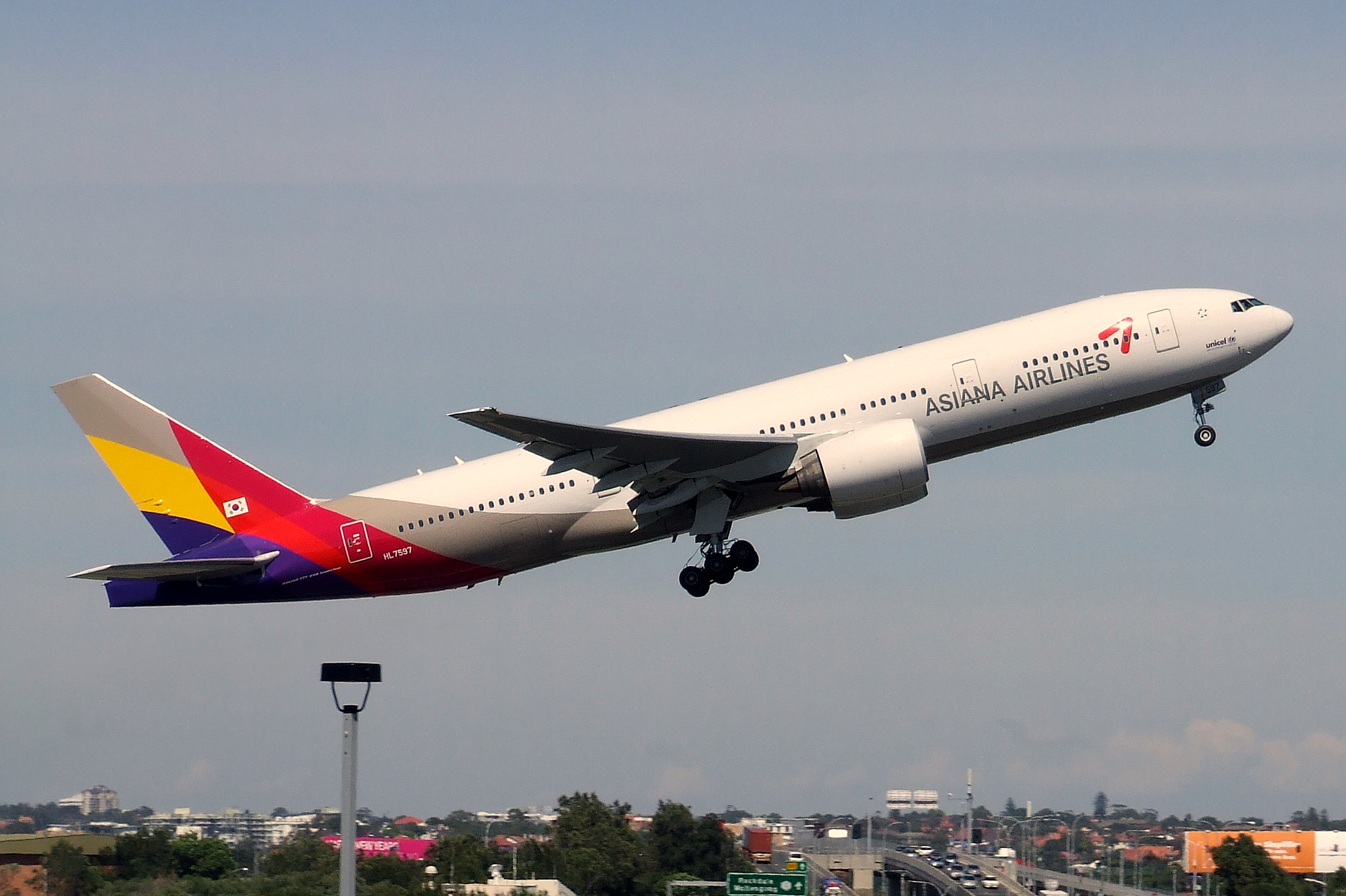
Un Boeing 777-200ER de Asiana con los colores posteriores a 2006 saliendo del aeropuerto de Sídney en Australia

El 18 de abril de 2007, Skytrax premió a Asiana situándola en la prestigiosa lista de aerolíneas cinco estrellas, que comparte con Cathay Pacific, Malaysia Airlines, Qatar Airways, Singapore Airlines y Kingfisher Airlines.
El 17 de febrero de 2009, Air Transport World nombró a Asiana "Aerolínea del año".

### Fusión y adquisición por Korean Air
El 16 de noviembre de 2020, el Gobierno de Corea del Sur anunció oficialmente que Asiana Airlines sería adquirida por Korean Air. Con este fin, el Banco de Desarrollo de Corea, uno de los bancos estatales surcoreanos, puso 800 mil millones de wones para fusiones y adquisiciones a disposición de ambas aerolíneas. Además, el Ministerio de Tierras, Infraestructura y Transporte de la República de Corea integraría las filiales Air Busan, Air Seoul y Jin Air. La aerolínea de bajo coste resultante operará centrándose en los aeropuertos regionales de Corea. Se desconoce  aún cuándo Asiana Airlines se retirará de la alianza Star Alliance debido a que la marca sobreviviente -Korean Air- es fundadora de la alianza rival SkyTeam .

## Acuerdos de código compartido
La aerolínea tiene acuerdos de código compartido con las siguientes aerolíneas (en noviembre de 2008):
- Air Busan
- Air Canada (Star)
- Air China (Star)
- Air New Zealand (Star)
- All Nippon Airways (Star)
- China Eastern Airlines
- China Southern Airlines (Skyteam)
- EgyptAir (Star)
- LOT Polish Airlines (Star)
- Qantas(Oneworld)
- Qatar Airways
- Shanghai Airlines (Star)
- Shenzhen Airlines
- Singapore Airlines (Star)
- South African Airways (Star)
- Thai Airways International (Star)
- Turkish Airlines (Star)
- United Airlines (Star)

(Star) - Star Alliance members

## Flota

### Flota Actual

#### Pasajeros
La flota de Asiana Airlines consiste de los siguientes aviones (a agosto de 2023):
La flota de la Aerolínea posee a agosto de 2023 una edad promedio de: 12,3 años

#### Carga
Asiana Cargo es la división de carga de la aerolínea, operando aviones 747F y 767F a destinos en Asia, Europa y Norteamérica.
La flota de Asiana Cargo consiste en los siguientes aviones:

## Incidentes y accidentes
- 6 de julio de 2013 - Un Boeing 777-200, que cubría el vuelo 214, se accidentó aterrizando en el Aeropuerto Internacional de San Francisco. El avión fue entregado a Asiana Airlines en el 2006. El avión perdió parte de su cola y se incendió posteriormente. Se confirmaron tres muertos. El incidente sucedió sobre la pista 28 L del aeropuerto. En el avión viajaban 291 pasajeros y 16 tripulantes. Algunos restos quedaron esparcidos sobre la pista.

- 28 de julio de 2011 - El Vuelo 991 de Asiana Airlines, un Boeing 747-400F de carga con destino al Aeropuerto Internacional de Shanghái-Pudong desde el Aeropuerto Internacional de Incheon, se estrelló en el Océano Pacífico frente a la isla de Jeju, Corea del Sur, después de informar un incendio en el compartimento de carga. Ambos pilotos murieron.[11][12]

- 9 de junio de 2006 - Un Airbus A321-100 de Asiana Airlines en ruta de Jeju a Seúl voló a través de una ventisca que anuló el morro, destruyendo su radar y nubló la ventana frontal de la cabina. El avión aterrizó sin problemas en el Aeropuerto Internacional de Gimpo. Los pilotos fueron inicialmente indultados pero luego suspendidos por no haber hecho nada para evitar la tormenta.[13]

- 11 de noviembre de 1998 - Un Boeing 747-400 de Asiana Airlines intentó un viraje en U en la zona de puertas del Aeropuerto Internacional Ted Stevens Anchorage golpeando con sus winglet en un Aeroflot, un Ilyushin Il-62. Nadie resultó herido. Asiana fue denunciada por Aeroflot. El Il-62M de este incidente está retirado y aparcado en el aeropuerto internacional Ted Stevens Anchorage con los winglets de Asiana todavía incrustados en su cola.[14]

- 26 de julio de 1993 - El Vuelo 733 de Asiana Airlines, efectuado con un B737-500 (HL7229) impactó contra el terreno en mala climatología a unos 4 kilómetros de pista en Mokpo mientras efectuaba su tercer intento de aterrizaje en la pista 06 en el Aeropuerto de Mokpo. 2 de los 6 tripulantes y 66 de los 110 pasajeros murieron.[15]